# Euphorbia longituberculosa
Euphorbia longituberculosa är en törelväxtart som beskrevs av Ferdinand von Hochstetter och Pierre Edmond Boissier. Euphorbia longituberculosa ingår i släktet törlar, och familjen törelväxter. Inga underarter finns listade i Catalogue of Life.